# 王静远
王静远（1893年—1968年），女，辽宁海城人，中国雕塑家。中国第一位现代女雕塑家。